# Saison 2 de Greek
Chronologie
Saison 1 Saison 3
Cet article présente le guide des épisodes de la deuxième saison de la série télévisée américaine Greek.

## Épisodes

### Épisode 1:Profil bas
- États-Unis : 26 août 2008 sur ABC Family
- France : 
  - 2 mars 2009 sur June
  - 22 mai 2009 sur Virgin 17

### Épisode 2:Soirée coup de cœur
- États-Unis : 2 septembre 2008 sur ABC Family
- France :
  - 2 mars 2009 sur June
  - 22 mai 2009 sur Virgin 17
- invites : Michael Rady, Jesse Williams

### Épisode 3:Soirée casino
- États-Unis : 9 septembre 2008 sur ABC Family
- France : 
  - 9 mars 2009 sur June
  - 29 mai 2009 sur Virgin 17

### Épisode 4:Étude des genres
- États-Unis : 16 septembre 2008 sur ABC Family
- France : 
  - 9 mars 2009 sur June
  - 29 mai 2009 sur Virgin 17

### Épisode 5:Rébellion
- États-Unis : 23 septembre 2008 sur ABC Family
- France : 
  - 16 mars 2009 sur June
  - 5 juin 2009 sur Virgin 17

### Épisode 6:Premiers Pas en politique
- États-Unis : 30 septembre 2008 sur ABC Family
- France : 
  - 16 mars 2009 sur June
  - 5 juin 2009 sur Virgin 17

### Épisode 7:Soirée formelle
- États-Unis : 7 octobre 2008 sur ABC Family
- France : 
  - 23 mars 2009 sur June
  - 12 juin 2009 sur Virgin 17

### Épisode 8:Vote populaire
- États-Unis : 14 octobre 2008 sur ABC Family
- France : 
  - 23 mars 2009 sur June
  - 12 juin 2009 sur Virgin 17

### Épisode 9:Ménage à trois
- États-Unis : 21 octobre 2008 sur ABC Family
- France : 
  - 30 mars 2009 sur June
  - 19 juin 2009 sur Virgin 17

### Épisode 10:La Semaine infernale
- États-Unis : 28 octobre 2008 sur ABC Family
- France : 
  - 30 mars 2009 sur June
  - 19 juin 2009 sur Virgin 17

### Épisode 11:Une nouvelle année
- États-Unis : 30 mars 2009 sur ABC Family
- France : 30 août 2010 sur June[1]

### Épisode 12:Synergie karmique
- États-Unis : 6 avril 2009 sur ABC Family
- France : 30 août 2010 sur June[2]

### Épisode 13:Amour, Amitié et Règlement de comptes
- États-Unis : 13 avril 2009 sur ABC Family
- France : 6 septembre 2010 sur June[3]

### Épisode 14:Responsable malgré soi
- États-Unis : 20 avril 2009 sur ABC Family
- France : 6 septembre 2010 sur June[4]

### Épisode 15:L'Esprit Zêta
- États-Unis : 27 avril 2009 sur ABC Family
- France : 13 septembre 2010 sur June[5]

### Épisode 16:Mariage à la Zêta
- États-Unis : 4 mai 2009 sur ABC Family
- France : 13 septembre 2010 sur June[6]

### Épisode 17:Trésors de guerre
- États-Unis : 11 mai 2009 sur ABC Family
- France : 20 septembre 2010 sur June[7]

### Épisode 18:Sociétés secrètes
- États-Unis : 18 mai 2009 sur ABC Family
- France : 20 septembre 2010 sur June[8]

### Épisode 19:Groupes d'études
- États-Unis : 25 mai 2009 sur ABC Family
- France : 27 septembre 2010 sur June[9]

### Épisode 20:Le Chaperon
- États-Unis : 1er juin 2009 sur ABC Family
- France : 27 septembre 2010 sur June[10]

### Épisode 21:La Fête des anciens
- États-Unis : 8 juin 2009 sur ABC Family
- France : 4 octobre 2010 sur June[11]

### Épisode 22:La Fin du monde
- États-Unis : 15 juin 2009 sur ABC Family
- France : 4 octobre 2010 sur June[12]